# 메이저우시
메이저우(매주, 중국어: 梅州, 병음: Méizhōu)는 중화인민공화국 광둥성 동부에 위치한 지급시이다. 메이저우는 문화의 고장이자 화교 특히 객가인들의 고향으로 여겨진다.

## 역사
메이저우라는 이름은 매강과 매실나무가 꽃이 만발하는 데에서 유래하였다. 남한 때에 경주(敬州)라는 이름으로 주가 설치되었다. 송나라 때인 971년에 매주로 이름이 바뀌었고 원나라 때인 1279년에는 매주로(梅州路)로 개칭되었다. 명나라 때는 조주부(潮州府)의 관할이었고 청나라 때에는 가응직례주(嘉应直隶州)에 속했다.
중화민국이 성립하면서 1914년에 메이저우는 메이 현으로 개칭되었고 이후 제6 행정독찰구의 관할이 되었다. 중화인민공화국이 성립한 후 1949년에 싱메이 전구(興梅専区)가 설치되었고 이듬해 싱메이 행정독찰전원공서(興梅行政督察専員公署)가 되었다. 1965년에 메이셴 전구(梅県専区)로 개편되었고 1979년에 메이저우 진이 메이저우 시로 승격했다. 1983년에 메이저우 시와 메이 현이 합병해 메이셴 시(梅県市)가 탄생했고 1988년에 메이셴 지구가 메이저우 시로 승격했다. 현재 메이저우는 국가역사문화명성 중 하나이다.

## 지리
메이저우는 광둥 성의 북동부에 위치하고 북동쪽으로 푸젠성, 북서쪽으로 장시성과 접한다. 메이저우 시는 복잡한 지질 구조로 화강암, 변성암, 혈암, 사암, 석회석으로 이루어져있다.
| 메이저우시의 기후                                             | 메이저우시의 기후 | 메이저우시의 기후 | 메이저우시의 기후 | 메이저우시의 기후 | 메이저우시의 기후 | 메이저우시의 기후 | 메이저우시의 기후 | 메이저우시의 기후 | 메이저우시의 기후 | 메이저우시의 기후 | 메이저우시의 기후 | 메이저우시의 기후 | 메이저우시의 기후 |
| 월                                                            | 1월               | 2월               | 3월               | 4월               | 5월               | 6월               | 7월               | 8월               | 9월               | 10월              | 11월              | 12월              | 연간              |
| ------------------------------------------------------------- | ----------------- | ----------------- | ----------------- | ----------------- | ----------------- | ----------------- | ----------------- | ----------------- | ----------------- | ----------------- | ----------------- | ----------------- | ----------------- |
| 역대 최고 기온 °C (°F)                                        | 29.5 (85.1)       | 33.0 (91.4)       | 33.4 (92.1)       | 36.0 (96.8)       | 37.4 (99.3)       | 38.4 (101.1)      | 39.5 (103.1)      | 38.6 (101.5)      | 38.0 (100.4)      | 36.3 (97.3)       | 34.8 (94.6)       | 30.2 (86.4)       | 39.5 (103.1)      |
| 일평균 최고 기온 °C (°F)                                      | 18.5 (65.3)       | 20.2 (68.4)       | 22.9 (73.2)       | 27.0 (80.6)       | 30.3 (86.5)       | 32.4 (90.3)       | 34.3 (93.7)       | 33.8 (92.8)       | 32.4 (90.3)       | 29.3 (84.7)       | 25.2 (77.4)       | 20.2 (68.4)       | 27.2 (81.0)       |
| 일일 평균 기온 °C (°F)                                        | 12.7 (54.9)       | 14.8 (58.6)       | 17.8 (64.0)       | 22.0 (71.6)       | 25.4 (77.7)       | 27.5 (81.5)       | 28.9 (84.0)       | 28.4 (83.1)       | 27.1 (80.8)       | 23.7 (74.7)       | 19.1 (66.4)       | 14.1 (57.4)       | 21.8 (71.2)       |
| 일평균 최저 기온 °C (°F)                                      | 8.9 (48.0)        | 11.1 (52.0)       | 14.3 (57.7)       | 18.4 (65.1)       | 21.9 (71.4)       | 24.3 (75.7)       | 25.1 (77.2)       | 24.9 (76.8)       | 23.4 (74.1)       | 19.5 (67.1)       | 15.0 (59.0)       | 10.1 (50.2)       | 18.1 (64.5)       |
| 역대 최저 기온 °C (°F)                                        | −2.0 (28.4)       | −1.4 (29.5)       | 0.3 (32.5)        | 7.6 (45.7)        | 13.4 (56.1)       | 17.6 (63.7)       | 20.5 (68.9)       | 19.9 (67.8)       | 15.1 (59.2)       | 5.0 (41.0)        | 0.4 (32.7)        | −3.3 (26.1)       | −3.3 (26.1)       |
| 평균 강수량 mm (인치)                                         | 55.8 (2.20)       | 75.4 (2.97)       | 142.2 (5.60)      | 180.8 (7.12)      | 199.6 (7.86)      | 238.3 (9.38)      | 151.2 (5.95)      | 207.8 (8.18)      | 112.7 (4.44)      | 36.1 (1.42)       | 42.6 (1.68)       | 43.0 (1.69)       | 1,485.5 (58.49)   |
| 평균 강수일수 (≥ 0.1 mm)                                      | 7.5               | 10.4              | 14.6              | 14.7              | 16.5              | 18.0              | 14.8              | 17.4              | 12.0              | 4.7               | 5.3               | 6.3               | 142.2             |
| 평균 상대 습도 (%)                                            | 74                | 76                | 78                | 78                | 78                | 80                | 75                | 78                | 76                | 71                | 72                | 72                | 76                |
| 평균 월간 일조시간                                            | 123.8             | 102.6             | 96.6              | 109.2             | 134.5             | 152.1             | 217.3             | 197.4             | 185.9             | 186.1             | 161.3             | 144.2             | 1,811             |
| 가능 일조율                                                   | 37                | 32                | 26                | 29                | 33                | 37                | 52                | 49                | 51                | 52                | 49                | 44                | 41                |
| 출처: 중국기상국 (평년값: 1991년~2020년, 극값: 1971년~2010년) |                   |                   |                   |                   |                   |                   |                   |                   |                   |                   |                   |                   |                   |

## 경제

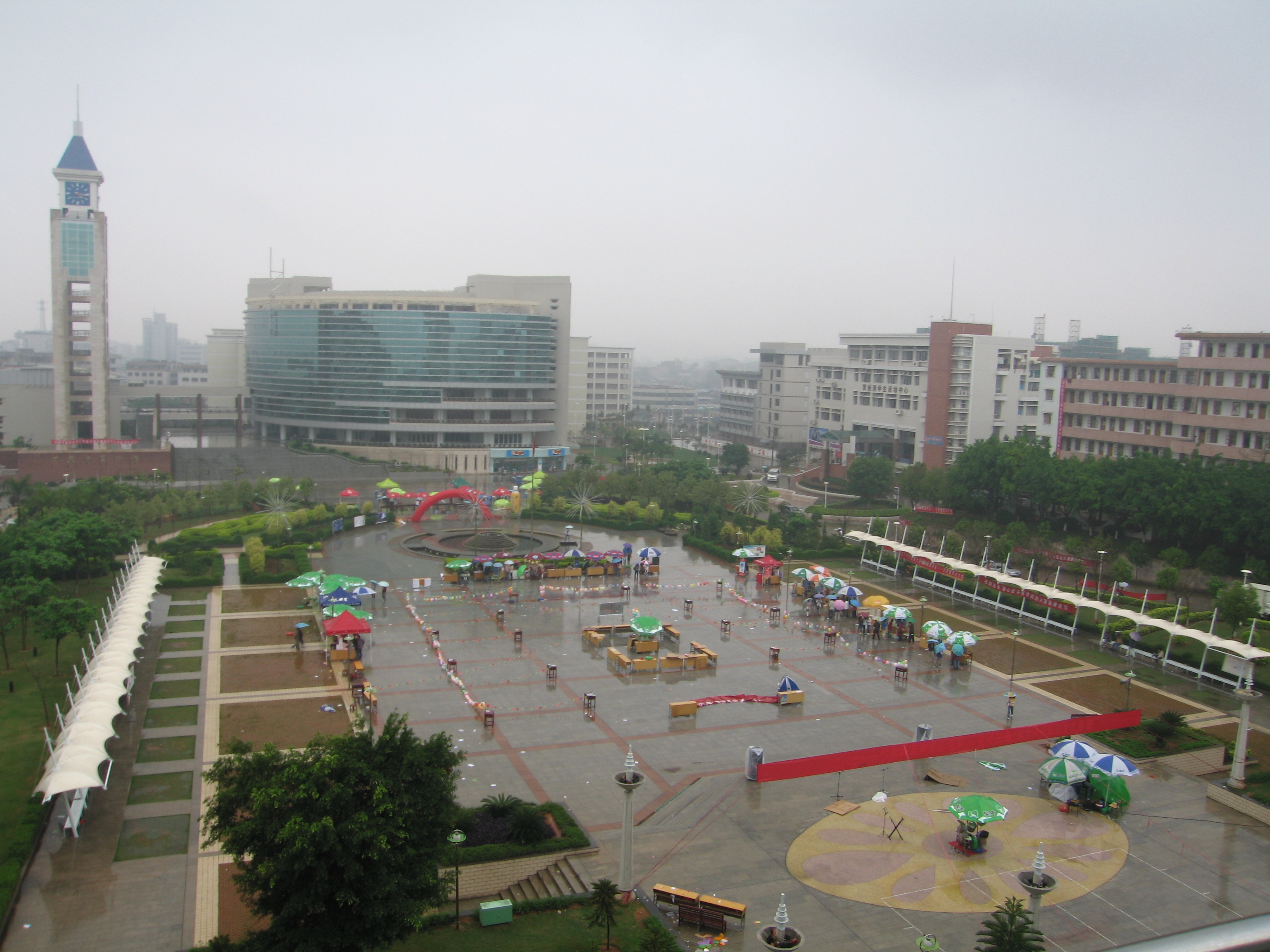
메이저우 신세기광장

메이저우는 광물 자원과 관광 자원이 풍부하다. 석탄, 철광, 석회석 등을 포함한 48가지의 광물이 매장되어있고 광둥 성 제1의 망간 매장지이다. 메이저우는 온천과 광천수 같은 수자원이 풍부하다. 당나라 때 건설된 역사 문화적인 유적지와 유명한 인물들의 예전 거주지, 자연 풍광과 독특한 객가 문화 명소 등의 다양한 관광 자원이 있다.

## 교통
메이저우는 세 개의 성인 광둥성, 푸젠성, 장시성의 중요한 교통축이다. 이곳은 해안과 내륙을 연결해주는 다리 역할을 한다. 205번, 206번 국도가 도시를 통과한다. 광저우-메이저우-산터우 철도와 메이저우-칸스 철도가 이곳에서 교차한다. 고속도로, 국도, 성도, 향도가 시의 모든 부분에 도달한다. 광저우와 홍콩으로 가는 항공로가 있다. 수로인 매강과 한강으로 차오저우와 산터우에 도달한다.

### 항공
- 메이저우 메이시안 공항

### 철도
- 메이저우 역

## 문화
메이저우는 이웃한 메이현, 다부현과 더불어 표준 객가어의 중심으로 여겨진다.
객가는 한족의 독특한 민족 그룹으로 원래 황하 지역에 살다가 몇 세기 전에 전쟁의 혼란을 피해 남쪽으로 이주해왔다. 새로운 이주자를 향한 적개심 때문에 많은 사람들이 광둥 성의 산지로 밀려오게 되었다. 객가인들의 이주의 전통과 재분포는 계속되어 전 세계의 가장 먼 부분까지 뻗어나갔다. 메이저우의 많은 사람들이 지난 세기에 가족을 부양할 돈을 벌기 위해 다른 곳으로 이주했고 그 중 일부는 그들의 고향을 세우기 위해 돌아왔다.
유명한 사람들의 이름을 따 지어진 많은 건물들은 돌아온 객가인들에 의해 세워진 것이다.
산지로써 메이저우는 경치가 좋고 공기가 청정한 곳들이 많다.
객가 민속 음악은 이 지역의 또다른 특색이다. 객가인들의 민요는 그들의 열정과 고향, 사랑에 관한 것이다.

## 행정 구역

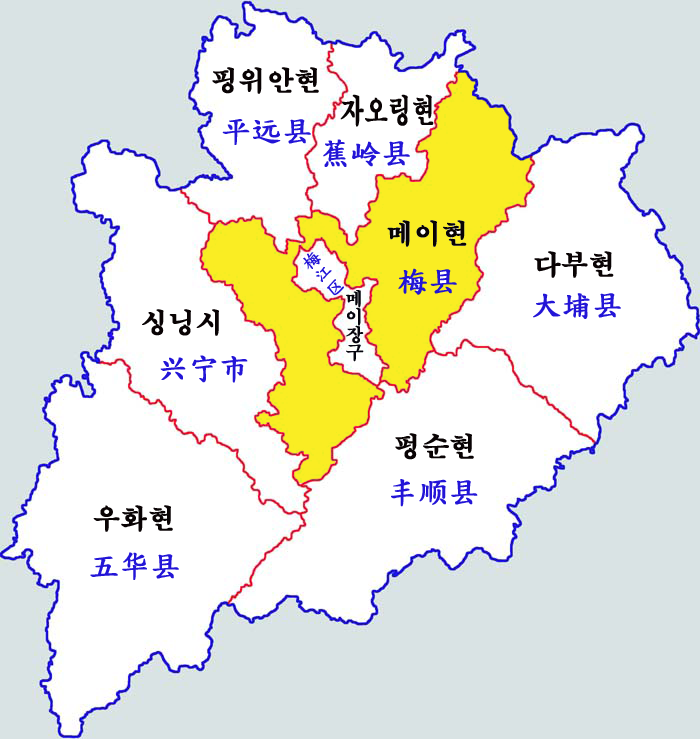
메이저우의 행정구역

2개의 시할구, 1개의 현급시, 5개의 현을 관할한다.
시할구
- 메이장 구(梅江区)
- 메이셴 구(梅县区)

현급시
- 싱닝 시(兴宁市)

현
- 다부 현(大埔县)
- 펑순 현(丰顺县)
- 자오링 현(蕉岭县)
- 핑위안 현(平远县)
- 우화 현(五华县)

## 교통

### 항공
- 메이저우 메이신 공항

## 출신 인물
- 황준헌: 매강구 금산가도 출신

## 같이 보기
- 하카 (민족)
- 하카 요리